# 대구iM뱅크PARK
대구iM뱅크PARK( 대구아이엠뱅크파크, DAEGU iM BANK PARK)는 대한민국 대구광역시에 있는 스포츠 시설이다. 천연잔디 필드가 갖춰진 경기장이며, 2019년 1월에 준공되었다. 대구시민운동장 주경기장을 리모델링하여 건설하였고, 2019년부터 대구 FC의 홈 경기장으로 사용되고 있다.

## 역사
당시 노후화되고 있었던 대구시민운동장 주경기장을 조광래 대구 FC 대표이사의 제안을 받아 리모델링하여 만든 축구전용구장이다. 2017년 여름부터 건설이 시작되어 2019년 1월 18일에 완공되었다. 이에 따라 종합운동장(다목적 경기장)의 기능은 대구스타디움으로 이관됐다.
리모델링으로 언론에 발표되었지만, 단순히 시설이 노후화된 것을 떠나서 전력 시설 등의 상태도 좋지 못해 거의 신축에 준하는 수준으로 공사가 진행되었다.
완공 전부터 완공 직후까지 '대구포레스트아레나'(Daegu Forest Arena)로 호칭되다가 DGB금융그룹이 경기장에 대한 명명권을 구입하여 2019년 2월에 'DGB대구은행파크'(DGB Daegu Bank Park)로 명칭이 변경되었다. 대구 FC는 대구광역시청으로부터 경기장 명명권과 부대시설 운영권을 지원받았다.
다만 AFC 챔피언스리그는 일체의 마케팅 권한을 아시아 축구 연맹(AFC)이 갖고 있기 때문에 명명권을 행사할 수 없으므로 국제 경기에는 포레스트 아레나(Forest Arena)라는 명칭이 사용되고, 명명권이 제한되지 않는 K리그1 등의 대회에서 'DGB대구은행파크'라는 명칭으로 사용된다.
역사적인 경기장 첫 골은 3월 9일 개최된 K리그1 제주 유나이티드와의 개장 첫 경기에서 에드가가 기록하였다.
대구 FC는 이 경기에서 후반 76분 에드가의 선취골과 84분 김대원의 추가골로 제주 유나이티드 FC에 2:0 승리를 거뒀다. 대구 FC는 기분 좋게 K리그1 2019 2라운드 개장 경기를 승리로 가져가는 동시에 12,172명의 관중을 동원하면서 흥행에 성공했다.
명명권자인 DGB금융그룹의 대구은행이 iM뱅크로 사명을 변경함에 따라 2025년 1월 15일에 경기장 명칭을 'DGB대구은행PARK'에서 '대구iM뱅크PARK'로 명칭을 변경했다.

## 참고 문헌
- “대구시민운동장”. 대구광역시청.
- 《2020년 전국 공공체육시설 현황》. 대한민국 문화체육관광부. 2021.
- 《2023 전국 공공체육시설 현황 (2022년 12월말 기준)》. 대한민국 문화체육관광부. 2024.

## 같이 보기
- 대구복합스포츠타운
- 대구복합스포츠타운 보조경기장
- 대구시민운동장
- 대구 FC